# 石川警察署 (沖縄県)
石川警察署（いしかわけいさつしょ）は、沖縄県うるま市石川東山本町にある沖縄県警察管轄の警察署である。管轄はうるま市石川地域、国頭郡恩納村、同金武町、同宜野座村。

## 所在地
- 沖縄県うるま市石川東山本町1-1-1（赤崎交差点北角）

## 管轄区域
- うるま市石川地域（旧石川市）
- 国頭郡 恩納村・金武町・宜野座村

## 組織
- 総務課
- 会計課
- 生活安全課
- 地域課
- 交通課
- 刑事課
- 警備課
- 交通機動隊 石川分駐所（別館）

## 警察署周辺
- 沖縄自動車道石川インターチェンジ
- 石川郵便局

## 交番
- 白浜交番（うるま市石川白浜）
- 恩納交番（恩納村字恩納）
- 金武交番（金武町字金武）

## 駐在所
- 東恩納駐在所（うるま市石川東恩納）
- 仲泊駐在所（恩納村字仲泊）
- 名嘉真駐在所（恩納村字名嘉真）
- 宜野座駐在所（宜野座村字宜野座）